# Église de la Nativité-de-Notre-Dame de Rupt-sur-Saône
L'église de la Nativité-de-Notre-Dame est une église catholique située à Rupt-sur-Saône, en France.

## Description
Cette église comporte une nef à trois vaisseaux séparés par une double rangée de colonnes à ordre dorique et voûtée d’arêtes.
Les luxueux décors en boiseries sont mis en valeur par la lumière qui pénètre largement dans l'édifice.

## Localisation
L'église est située sur une colline de la commune de Rupt-sur-Saône, dans le département français de la Haute-Saône.

## Historique[3]
L’architecte  Jean-Joseph Galezot  est chargé de dessiner les plans de l’édifice. Il entreprend là une de ses dernières réalisations en adoptant le modèle de l’église-halle dont son frère, Jean-Pierre Galezot, est à l'origine de l'introduction en Haute-Saône.
Hugues Faivre débute la construction de l'édifice en 1751 sur les ruines d'un sanctuaire médiéval datant du XIIe siècle au moins. La réutilisation des fondations maçonnées posera quelques difficultés techniques, mais les travaux seront achevés en 4 ans. Le tabernacle est béni en 1755. 
Une vente de bois communaux financera la construction du gros œuvre ; une seconde vente et un apport privé permettront de réaliser dans la continuité les décors intérieurs. C'est le collectionneur d’art Pierre Grimod d’Orsay  qui offrira  en effet les boiseries de l’un des collatéraux de la nef. L’ensemble sera complété par des confessionnaux réalisés d’après les dessins d'Anatoile Amoudru.
Le décor intérieur sera vandalisé  lors de la période révolutionnaire (1792). Aux XIXe et XXe siècles, deux campagnes d’entretien feront disparaître la polychromie des boiseries. 
L'édifice est inscrit au titre des monuments historiques en 1987.